# Бельтран, Мануэла
Мануэла Бельтран (исп. Manuela Beltrán de Quesada) — новогранадская женщина, организовавшая крестьянское восстание против чрезмерного налогообложения в 1780 году.

## Биография
Сведения, касающиеся биографии Мануэлы Бельтран, скудны и фрагментарны. Предполагается, что она имела крестьянское происхождение, родилась около 1750 года и прожила большую часть своей жизни в Вилья-дель-Сокорро (Сантандер), где у неё был свой небольшой продуктовый магазин на главной площади Сокорро. Для того времени в вице-королевстве Новая Гранада было очень необычно, чтобы женщина владела собственным бизнесом. Кроме того, Бельтран была одним из немногих людей в регионе, которые умели читать и писать, в ситуации практически полной неграмотности населения из-за отсутствия учебных заведений.
Военные действия, которые Испанская империя вела в XVIII веке как в Европе, так и в других частях света, требовали большого количества денег и ресурсов, что привело к увеличению налогов для людей, живущих в колониях. Новый жёсткий режим налогообложения (введенный и поддержанный генеральным инспектором Хуаном Франсиско Гутьерресом де Пиньересом и ратифицированный вице-королем и архиепископом Антонио Кабальеро-и-Гонгорой) включал себя повышение налога алькабала, налоги на потребление агуардиенте и табака, налоги на ввоз товаров и налог с продаж.
Указ о новом режиме налогообложения был размещён на главной площади Сокорро 16 марта 1781 года. Поскольку Бельтран умела читать, то она сообщила собравшимся о содержимом документа, что было встречено всеобщим возмущением. Она разорвала его и возглавила забастовку, охватившую более 60 городов в Андском регионе Колумбии и Лос-Льяносе. Восстание в конечном итоге закончилось фальшивыми переговорами, предложенными вице-королем, а затем захватом и казнью большинства лидеров восстания, включая Хосе Антонио Галана. Была ли также казнена Мануэла Бельтран, остаётся неясным.

## Память
- Начальные школы, учреждения и районы по всей Колумбии носят её имя
- Популярный колумбийский телевизионный сериал 1980-х годах был основан на её жизни.
- Университет Мануэлы Бельтран в Боготе, столице Колумбии, назван в её честь[3].